# Richard Janse
Richard Janse (Tilburg, 5 februari 1985 - 30 juli 2009) was een Nederlandse volkszanger.
Janse was een kind uit een familie van woonwagenbewoners. Hij begon met zingen op familiefeesten. In 2004 verscheen zijn eerste cd met de liedjes Ik leef alleen voor jou en Marielle. Spoedig volgde een tweede cd met onder meer de nummers Uit al mijn dromen en Jij hebt mij bedrogen. In Turkije maakte de Tilburgse zanger de opnames voor een eerste dvd. Een van Janses laatste prestaties was het nummer Ik mis je zo, dat hij samen met Rob van Daal maakte.
In 2008 werd bij hem kanker geconstateerd, waar hij acht maanden intensief voor behandeld werd. Hij genas echter niet en overleed 30 juli 2009 op 24-jarige leeftijd aan de ziekte.